# Alfie
Alfie (bra: Como Conquistar as Mulheres; prt: Alfie) é um filme britânico de 1966, do gênero comédia dramática, dirigido por Lewis Gilbert.

## Sinopse
Cockney-Boy Caine tira seu sustento através de bicos e a sua procura por mulheres é bem sucedida. Mas depois surgem-lhe dúvidas sobre a sua vida sem moral, sobretudo quando a primeira namorada engravida. Ao contemplar tudo o que destruiu no decorrer do tempo, torna-se adulto.

## Elenco
- Michael Caine
- Shelley Winters
- Milicent Martin
- Shirley Ann Field
- Vivien Merchant
- Denholm Elliott